# 陈志敏 (数学家)
陈志敏，南开大学教授，主要从事微分方程、理论流体力学等方向的研究。任中华人民共和国教育部第五批"长江学者"特聘教授，享受中国国务院政府特殊津贴，曾就读于南开大学。